# Umesh Vazirani
Umesh Virkumar Vazirani é um acadêmico indiano-estuadunidense, Professor Roger A. Strauch de Engenharia Elétrica e Ciência da Computação na Universidade da Califórnia em Berkeley, e diretor do Berkeley Quantum Computation Center. Seus interesses de pesquisa estão principalmente na computação quântica. É co-autor de um livro sobre algoritmos.

## Biografia
Vazirani recebeu um BS do Instituto de Tecnologia de Massachusetts (MIT) em 1981 e um Ph.D. em 1986 da Universidade da Califórnia em Berkeley, orientado por Manuel Blum.
É irmão do professor da Universidade da Califórnia em Irvine Vijay Vazirani.

## Prêmios e honrarias
Em 2005 Vazirani quanto seu irmão Vijay Vazirani foram nomeados fellows da Association for Computing Machinery, Umesh por "contribuições à ciência da computação teórica e computação quântica" e seu irmão Vijay por seu trabalho em algoritmos de aproximação. Vazirani recebeu o Prêmio Fulkerson de 2012, por seu trabalho na melhoria da razão de aproximação para separadores de grafos e problemas relacionados (em conjunto com Satish Rao e Sanjeev Arora). Em 2018 foi eleito para a Academia Nacional de Ciências dos Estados Unidos.

## Publicações selecionadas
- Mulmuley, Ketan; Vazirani, Umesh V.; Vazirani, Vijay V. (1987), «Matching is as easy as matrix inversion», Combinatorica, 7 (1): 105–113, MR 905157, doi:10.1007/BF02579206. A preliminary version of this paper was also published in STOC '87.
- Bernstein, Ethan; Vazirani, Umesh (1993), «Quantum complexity theory», Proceedings of the Twenty-Fifth Annual ACM Symposium on Theory of Computing (STOC '93), ISBN 978-0897915915, pp. 11–20, CiteSeerX 10.1.1.655.1186, doi:10.1145/167088.167097.
- Kearns, Michael J.; Vazirani, Umesh V. (1994), An Introduction to Computational Learning Theory, ISBN 9780262111935, MIT Press.
- Bennett, Charles H.; Bernstein, Ethan; Brassard, Gilles; Vazirani, Umesh (1997), «Strengths and weaknesses of quantum computing», SIAM Journal on Computing, 26 (5): 1510–1523, Bibcode:1997quant.ph..1001B, MR 1471991, arXiv:quant-ph/9701001, doi:10.1137/S0097539796300933.